# Yasuhikotakia sidthimunki
Yasuhikotakia sidthimunki (раније Botia sidthimunki) је зракоперка из реда Cypriniformes и фамилије Cobitidae.

## Угроженост
Ова врста је крајње угрожена и у великој опасности од изумирања.

## Распрострањење
Ареал врсте је ограничен на две државе. 
Тајланд и Лаос су једина позната природна станишта врсте.

## Станиште
Станиште врсте су слатководна подручја.